# Roberto Abbondanzieri
Pour les articles homonymes, voir Abbondanzieri.
Roberto Carlos Abbondanzieri, né le 19 août 1972 à Bouquet (Argentine) dans la province de Santa Fe, est un footballeur argentin.
Il est également de nationalité italienne, pays de ses origines. Il jouait au poste de gardien de but avec l'équipe d'Argentine. Il mesure 1,86 m et pèse 88 kg.

## Biographie
Son surnom Pato (le Canard) lui a été donné dans sa petite enfance, à Buenos Aires, car sa façon de marcher et de courir ressemblait à celle du personnage de dessins animés Daffy Duck. Il commence sa carrière professionnelle à Rosario Central, le 6 décembre 1994, l'année où Rosario remporta la Copa CONMEBOL. Il joue pour son club formateur jusqu'en 1997, année où il signe à Boca Juniors pour devenir le gardien de l'équipe réserve.
Abbondanzieri s'entraîne alors dans l'ombre de Óscar Córdoba jusqu'à ce que le gardien colombien se blesse lors du Tournoi Fermeture 1999. Malheureusement, Abbondanzieri se blesse également lors d'un match contre Club Atlético River Plate et c'est le troisième gardien du club, Cristian Muñoz, qui finit la saison. Lorsque Abbondanzieri revient guéri de sa blessure, il est de nouveau le remplaçant de Córdoba, jusqu'au transfert de ce dernier au club italien de Perugia.
Dès lors, Abbondanzieri devient un titulaire indiscutable dans le but de Boca Juniors et devient, en juin 2004, le gardien de l'équipe d'Argentine avec laquelle il dispute la Copa America 2004, la Coupe des confédérations 2005 et les éliminatoires de la Coupe du monde 2006. Le 6 mai 2006, il est officiellement sélectionné par Jose Pekerman pour disputer la Coupe du monde 2006. Le 3 juin 2006, il se blesse pendant le quart de finale contre l'Allemagne, lors d'un contact avec Miroslav Klose, qui, en essayant de prendre le ballon de la tête, lui donne involontairement un coup. Après avoir essayé de continuer à jouer, il doit céder sa place à l'inexpérimenté Leo Franco qui n'arrive pas à empêcher l'égalisation allemande à la 80e minute. L'Argentine perd ensuite aux tirs au but 4-2.
À la suite de la Coupe du monde, après plusieurs semaines de discussion, il s'engage pour trois ans avec le club espagnol de Getafe CF.

Pour sa première saison en Liga, il remporte le trophée Zamora, récompensant le meilleur gardien de Primera Division.
En 2002, il change son nom Abbondancieri en Abbondanzieri, retrouvant ainsi le nom de son grand-père, immigrant italien. Cela lui permet d'obtenir la nationalité italienne dans la perspective d'un transfert en Europe.
En janvier 2009, il retourne au club de Boca Juniors pour la somme de 400 000 euros. Il prend sa retraite en décembre 2010 après une riche carrière, notamment dans son pays.

## Carrière

### En club
- 1994-1997 : CA Rosario Central -  Argentine - 57 matchs
- 1997-2006 : Boca Juniors -  Argentine - 184 matchs
- 2006-jan. 2009 : Getafe CF -  Espagne - 93 matchs
- jan. 2009-fév. 2010 : Boca Juniors -  Argentine
- fév. 2010-déc. 2010 : Sport Club Internacional -  Brésil

### En équipe nationale
Il a fêté sa première cape en décembre 2004 en football|2004 contre l'équipe du Paraguay.
Abbondanzieri a également participé à la coupe du monde 2006 avec l'équipe d'Argentine (5 matchs joués).
Il compte 49 sélections en équipe nationale.

## Palmarès

### En club
- Copa Libertadores en 2000, 2001, 2003 et 2010
- Coupe intercontinentale en 2000 et 2003
- Copa Sudamericana en 2004 et 2005
- Recopa Sudamericana en 2005
- Championnat argentin : Apertura 1998, Clausura 1999, Apertura 2000, Apertura 2003, Apertura 2005, Clausura 2006
- Meilleur gardien sud-américain 2003
- Trophée Zamora: 2006-2007 (Getafe)